# アダル (ユダヤ暦)
アダル（ヘブライ語: אֲדָר、英語: Adar）はユダヤ暦の月。

## 概要
月名はバビロニア暦のAdarruに由来し、エズラ記（6:15）に記載がある。現代で使用されている政治暦では6月であるが、古代使用されていた宗教暦ではニサンの月から数えるため12月となる。詳しくはユダヤ暦#宗教暦と政治暦を参照のこと。
グレゴリオ暦では、2月から3月の時期にあたる。

### 閏月
閏年の場合、閏月として2回繰り返す。この場合、最初の月を第一アダル（英語: Adar I）、アダルと呼び、その翌月を第二アダル（英語: Adar II）、ヴァ・アダル、アダル・シェーニーと呼ぶ。月の長さは第一アダルは30日間、第二アダルは29日間となる。プリムといった行事は第二アダルに行われるため、実質的に第一アダルが閏月となる。

## 主な行事

### 第一アダル
- 14日、15日 - プリム・カタン（小プリム）

### 第二アダル
- 13日 - タアニート・エステル（英語版）（エステルの断食）
- 14日 - プリム祭
- 15日 - シュシャン・プリム（英語版）